# 布魯赫山
51°47′01″N 10°30′00″E / 51.78361°N 10.50000°E

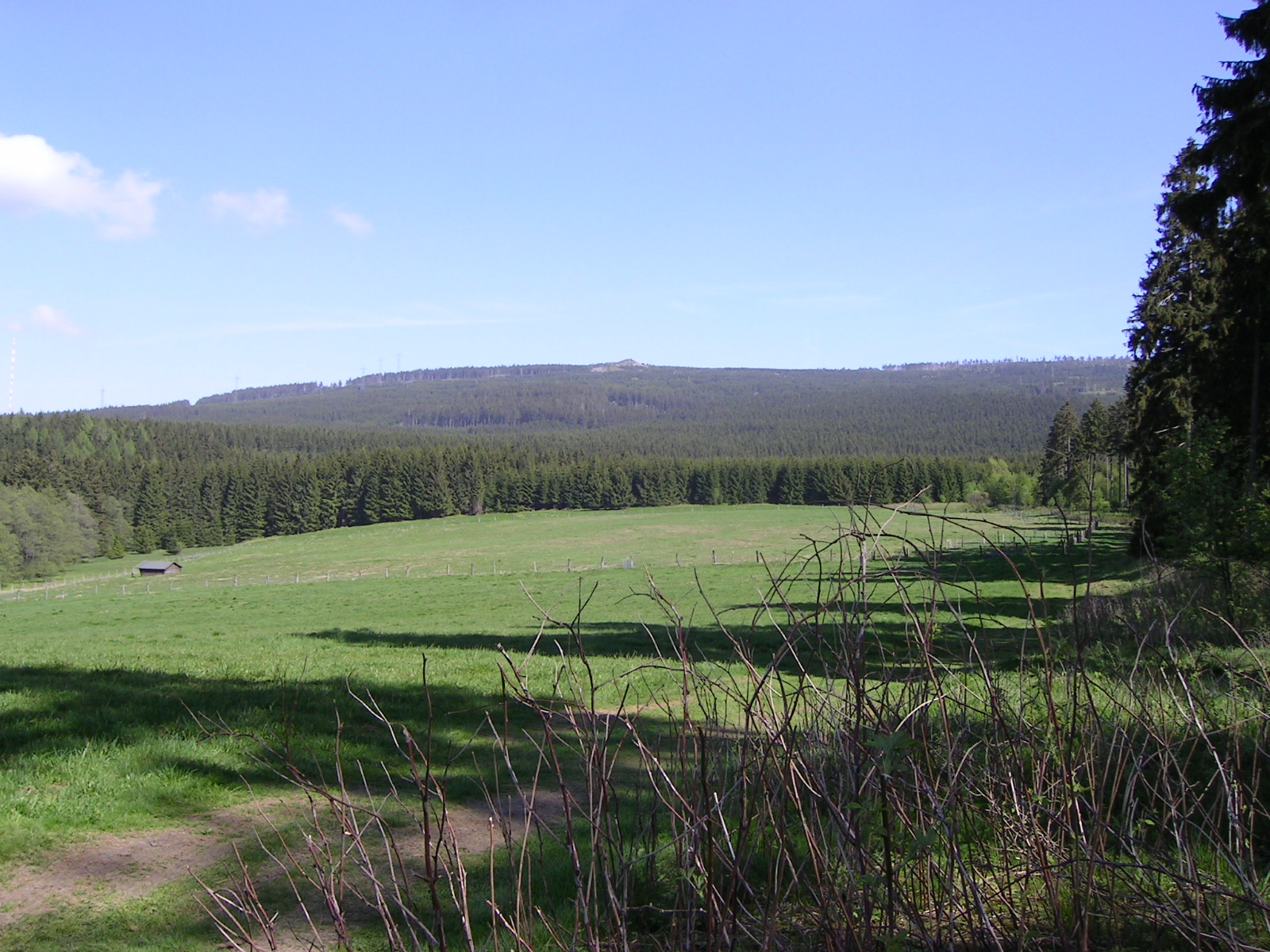

布魯赫山是德國的山峰，位於該國北部下薩克森州，屬於哈茨山的一部分，處於哈爾茨國家公園範圍內，海拔高度927米，是哈茨山第三高山峰。